# Psyche Cattell
Psyche Cattell (Garrison, 2 de agosto de 1893-Lititz, 17 de abril de 1989) fue una psicóloga estadounidense.

## Biografía
Hija del también psicólogo James McKeen Cattell, nació en Garrison (Nueva York) el 2 de agosto de 1893. Realizó entre 1921 y 1921 análisis estadísticos para la tercera edición de American Men of Science, obra de su padre, obtuvo una maestría en la Universidad Cornell y pasó luego a la de Harvard, donde logró el título de Doctor of Education en 1927. Se interesó especialmente en la medición de la inteligencia y en 1940 creó la Cattell Infant Intelligence Scale. Ocupó varios puestos en equipos de investigación de la universidades de Harvard y Stanford, fue jefa de psicología de la Lancaster Guidance Clinic hasta 1963 y directora de la Cattell School desde 1942. Se retiró en 1974 y falleció el 17 de abril de 1989 en Lititz (Pensilvania). Escribió una veintena de trabajos como Dentition as a Measure of Maturity (1927), The Measurement of Intelligence in Infants and Young Children (1940) o Raising Children with Love and Limits (1972).
Fue una de las primeras mujeres solteras en Estados Unidos en adoptar, tuvo un hijo y una hija.